# Гаррі Поттер і смертельні реліквії (фільм)
Можливо, вам цікава стаття про книгу «Гаррі Поттер і Смертельні Реліквії».
Ця стаття об'єднує інформацію про дві частини фільму «Гаррі Поттер та Смертельні Реліквії».
«Гаррі Поттер і смертельні реліквії» (англ. «Harry Potter and the Deathly Hallows») — двосерійне закінчення серії фільмів про Гаррі Поттера за однойменним романом британської письменниці Джоан Роулінг, що виходило на екрани у 2010—2011 роках.
Виробництво «Смертельних реліквій» розпочалося у 2009 році. Режисером першої та другої частин був Девід Єйтс, а сценаристом — Стів Кловз. Продюсером картини виступила Роулінг разом з Девідом Гейманом і Девідом Барроном. Спочатку фінал серії планувався як єдиний фільм, але через його тривалий хронометраж Warner Bros. Pictures розділила стрічку на дві частини.
Обидві частини знімалися одночасно; основні зйомки розпочалися 19 лютого 2009 року і завершилися 12 червня 2010 року. Перезйомки сцени епілогу відбувалися у грудні 2010 року. Частина 1 вийшла у 2D та IMAX 19 листопада 2010 року, а Частина 2 — у 3D, 2D та IMAX 15 липня 2011 року.

## Загалом

### Створення

#### Розвиток проєкту
Ідея розділити останню книгу Джоан Ролінґ на дві частини виникла з «творчого імперативу» і була запропонована виконавчим продюсером Лайонелом Віґремом. Перечитавши книгу й обговоривши її зі Стівом Кловзом, коли закінчився страйк Гільдії сценаристів Америки 2007—2008 років, продюсер картини Девід Гейман погодився з цим розділенням. «Смертельні реліквії» знімали паралельно, і протягом знімального періоду їх розглядали як один фільм.

Сценарист Стів Кловз про рішення зняти за мотивами останньої книги про Гаррі Поттера фільм, що складатиметься із двох частин:
|  | Колись ми серйозно задумувалися над представленням «Келиха вогню» двома фільмами. Тож ідея не зовсім і нова. Щодо «Смертельних Реліквій» я зрозумів, від першого моменту, коли я почав читати твір, до останнього, — втиснути історію в один фільм буде складним завданням. Інші в «команді» відчували те саме. І думка про два фільми з'явилася влітку 2007. Спочатку ми не сприйняли це серйозно. Але зрештою всі розуміли, що попри проблеми на початку, у майбутньому це стане гучним творчим рішенням. Звичайно, дехто думав, що ми божевільні. Коли я вперше розповів про це моїй дружині, вона на мене дивилася якось косо. Але це насправді неймовірно, бо ми зможемо трохи розтягнути історію і побути довше з героями. Сюжет сповнений емоцій, тож має бути й відведено час дихати. Особисто я вважаю, що маю не підвести Джоан Роулінг, — і зберегти цілісність твору — і фанів — за їх вірність усі ці роки — й дати їм найкращу, найповнішу можливу пригоду. |

Як каже виконавчий директор Warner Bros. Алан Фредерік Горн: «це дозволить півтори години згадувати, чим була ця франшиза, прослухати кожне слово і зрозуміти ідеї цієї дивовижної історії». Гейман описав роботу над розділенням історії так: «„Смертельні реліквії“ дуже багаті, сюжет надзвичайно насичений, тож після обговорення з Джоан Роулінг ми дійшли висновку, що фільм потребує двох частин». Кловз не мав змоги почати роботу над сценарієм, доки страйк Гільдії сценаристів Америки 2007—2008 років не дійшов кінця.
До того, як Девід Єйтс офіційно посів крісло режисера, деякі інші особи були зацікавлені у проєкті. Альфонсо Куарон, режисер «В'язня Азкабану», заявляв, що його приваблює перспектива повернення. Ґільєрмо дель Торо, який був одним із найімовірніших кандидатур на місце режисера «В'язня Азкабану», також був зацікавлений роботою над «Смертельними реліквіями», але участь у проєкті «Гобіт» не дала змоги займатись ними.
Продюсерами фільму Роулінг призначила Девіда Баррона разом із Девідом Гейманом. Гейман зазначив, що останні фільми будуть набагато ближчими до книги, ніж усі попередні, адже двочастинна адаптація дозволяє це реалізувати. Денієл Редкліфф сказав: «Це фільм — шлях, особливо перша частина. Люди настільки звикли бачити Гаррі у Гоґвортсі, а дія розвивається зовсім не там. Це, схоже, означає, що фільм буде повний свіжих, оновлених речей. Люди дивитимуться на все новим, свіжим поглядом, бо все виглядає зовсім інакше, коли ти не сидиш в одній кімнаті увесь час».
Єйтс та Гейман зазначили те саме. Деякі події сьомої частини були взяті до уваги при написанні шостого фільму задля створення ефекту шляху.

#### Декорації
Стюарт Креґ, дизайнер з оформлення всіх попередніх фільмів, повернеться у «Смертельних реліквіях». Буде створено декілька нових місць дії, включаючи Маєток Малфоїв та Котедж Мушля. Деякі декорації для фільму буде перебудовано, зокрема Таємну Кімнату та нове Міністерство магії.

#### Зйомки
Препродакшн було розпочато 26 січня 2009, а власне фільмування 19 лютого 2009 на Leavesden Studios, де знімалися й попередні шість фільмів. Pinewood Studios стала другою студією, де відбувався знімальний процес. Бруно Дельбоннель, кінооператор шостого фільму, не мав бажання повернутися у «Смертельних реліквіях», бо боявся повторення самого себе. Тому оператором для обох частин фільму було обрано Едуардо Серра. Девід Єйтс висловився, що фільм зніматиметься з використанням «багатьох ручних камер». Також він казав: «Я хочу струшувати речі щоразу, як я входжу до цього світу. Люблю експериментувати під час роботи». У жовтні 2009, Рейф Файнз почав зніматись у своїй ролі Лорда Волдеморта. Багато дорослих акторів теж готувалися фільмуватись саме в цей період. Команда також була знята у лісі Свінфлі та Свіжому заході (Котедж Мушля) як у двох головних місцях знімання поза приміщенням разом із поселеннями Лавенгам у Саффолку та вулицями Лондона.

#### Костюми
Костюми «Частини 1» розробила Джені Темім, яка створювала костюми для поттеріани, починаючи з «В'язня Азкабану» (2004). Темім розповіла про своє головне творіння: весільну сукню для Флер. Вона хотіла, «щоб це була відьмацька сукня, але аж ніяк не костюм на Гелловін. Сукня — біла, але потрібно було додати їй чогось фантастичного. Тож на ній є фенікс, що символізує любов, зокрема, тому, що фенікс — це відродження, а любов не помирає, вона завжди народжується знову». Темім звинувачували в копіюванні дизайну весільної сукні Осінньої колекції 2008 року Александра Макквіна.

#### Візуальні ефекти
Компанію Double Negative, що створювала візуальні спецефекти для всіх фільмів серії, починаючи з «В'язня Азкабану», було запрошено для забезпечення комп'ютерних ефектів та для фінальних екранізацій історії «Гаррі Поттер і смертельні реліквії» (частини 1 та 2). Команда тісно співпрацювала з відповідальним за візуальні ефекти Тімом Берком. Керівником групи був Девід Вікері, продюсеркою візуальних ефектів — Шарлотта Лоулейн. Основна команда включала також відповідального за 3D — Ріка Лері та за 2D — Сін Стренкс.
Робота Double Negative у першій частині «Смертельних реліквій» містила іржавіння логотипа Warner Bros. на початку фільму та просторове розширення Барлогу з його територією. Додаткові роботи було зроблено і з хатиною Ксенофілія Лавґуда, а саме: розширено її за допомогою 3D-графіки та намальовано атаку Смертежерів. Double Negative створили ефекти з димом Смертежерів, починаючи зі стадії «обдертої людини», куряви, газу в летючому положенні й закінчуючи їхньою живо відзнятою підготовкою до посадки. Інша робота полягала у створенні Патронуса, що перервав весілля і повідомив, що Міністерство Магії захоплене Волдемортом.
Залученою до знімання була також компанія Framestore, що займається візуальними ефектами. Колективом цієї компанії була намальована анімаційна короткометражка, включена в історію, Казка про трьох братів, режисером мультика є Бен Гайбон. Як і в попередніх фільмах компанією створено більшість комп'ютерних істот, таких, як Добі чи Крічер. У «Смертельних реліквіях» повернулися Нік Дудмен у ролі дизайнера ефектів зі створіннями, Тім Берк як головний з візуальних ефектів, Фіона Вейр директором кастингу й Аманда Найт дизайнеркою образів та макіяжу. Ґреґ Павелл і Девід Холмс знову були директором трюків і каскадером відповідно.
Режисер Девід Єйтс повідомив, що для кінцевої сцени, яка розгортається через дев'ятнадцять років після основної історії, не набиратимуться старші актори для виконання головних ролей. Для «старішання» персонажів буде використано комп'ютерні спецефекти.

### Акторський склад
| Актор                 | Роль                         |
| --------------------- | ---------------------------- |
| Деніел Редкліфф       | Гаррі Поттер                 |
| Руперт Грінт          | Рон Візлі                    |
| Емма Вотсон           | Герміона Ґрейнджер           |
| Гелена Бонем Картер   | Белатриса Лестрейндж         |
| Рейф Файнз            | Лорд Волдеморт               |
| Тобі Джонс            | Добі (озвучення)             |
| Джим Бродбент         | Горацій Слизнорт             |
| Джеймі Кемпбелл Бовер | Ґеллерт Ґрін-де-вальд        |
| Джессі Кейв           | Лаванда Браун                |
| Роббі Колтрейн        | Рубеус Хаґрід                |
| Франсе де ла Тур      | Олімпія Максім               |
| Ворвік Девіс          | Філіус Флітвік, Ґрипхук      |
| Девід Бредлі          | Арґус Філч                   |
| Назел Дуґлас          | Батільда Беґшот              |
| Том Фелтон            | Драко Малфой                 |
| Майкл Ґембон          | Альбус Дамблдор              |
| Брендан Глісон        | Аластор «Дикозор» Грюм       |
| Джордж Гарріс         | Кінґслі Бруствер             |
| Ґай Генрі             | П'юс Тікенсі                 |
| Річард Гриффітс       | Вернон Дурсль                |
| Кіріан Гіндс          | Аберфорт Дамблдор            |
| Род Хант              | Торфінн Роулі                |
| Джон Херт             | Олівандер                    |
| Джейсон Айзекс        | Луциус Малфой                |
| Дейв Леґено           | Фенрір Сивий                 |
| Келлі Макдоналд       | Хелена «Сіра Пані» Рейвенкло |
| Метью Льюїс           | Невіл Довгопупс              |
| Еванна Лінч           | Полумна Лавґуд               |
| Джемма Джонс          | Поппі Помфрі                 |
| Міріам Марголіс       | Помона Стебль                |
| Гелен Маккрорі        | Нарциса Малфой               |
| Ріс Іванс             | Ксенофіліус Лавґуд           |
| Енді Лінден           | Наземникус Флетчер           |
| Пітер Муллан          | Корбан Якслі                 |
| Білл Наї              | Руфус Скрімджер              |
| Гері Олдмен           | Сіріус Блек                  |
| Саймон МакБьорні      | Крічер (озвучення)           |
| Девід Дечіо           | Хапун                        |
| Джеймс Фелпс          | Фред Візлі                   |
| Олівер Фелпс          | Джордж Візлі                 |
| Тобі Реґбо            | молодий Дамблдор             |
| Клеманс Поезі         | Флер Делякур                 |
| Кріс Ранкін           | Персі Візлі                  |
| Міранда Річардсон     | Ріта Скітер                  |
| Алан Рікман           | Северус Снейп                |
| Фіона Шоу             | Петунія Дурсль               |
| Меггі Сміт            | Мінерва Макґонаґал           |
| Тімоті Спол           | Пітер Петіґрю                |
| Імелда Стонтон        | Долорес Амбрідж              |
| Наталія Тена          | Німфадора Тонкс              |
| Фредді Строма         | Кормак Маклаґен              |
| Девід Тьюліс          | Римус Люпін                  |
| Емма Томпсон          | Сивілла Трелоні              |
| Сьюзі Тоас            | Алекто Керроу                |
| Джулі Волтерс         | Моллі Візлі                  |
| Марк Вільямс          | Артур Візлі                  |
| Донал Глісон          | Білл Візлі                   |
| Бонні Райт            | Джинні Візлі                 |
| Метілок Гіббс         | Мюріель Пруетт               |